# Mártonffy Imre
Mártonffy Imre (Pest, 1867. június 3. – Újpest, 1908. március 3.) néptanító, lapszerkesztő.

## Élete
Apja, Mártonffy Frigyes az irodalommal foglalkozott. Tanulmányait a királyi gimnáziumban négy évig és a királyi katolikus tanítóképzőben a fővárosban végezte és atyja mellett ő is az irodalommal foglalkozott; 1887-ben tanítói oklevelet szerzett és 1888-tól a fő- és székváros szolgálatában mint néptanító működött.
Beszélyt, rajzot és humorisztikus cikket írt a fővárosi és vidéki lapokba; a politikai lapokba Karczfalvi névvel publicistikai irányczikkeket; az amerikai lapoknak budapesti levelezője; a Gondüzőben (1884), a székesfehérvári Szabadságban (1887. 156. sz.), a Tasnádban (1887), a Kecskemétben (1889. Magyar nyelvi hibák), a Képes Családi Lapokban (1888-94), a Békésben (1893), az Ország-Világban (1898), a Miskolczi Szabadságban (1899. 70. sz. Petőfi az asztalban, spirituális jelenség); írt még a Mosonmegyei Lapokba sat.

## Munkái
- A czigány leány. Regény. Kassa, 1891
- Négy menyasszony. Uo. 1892
- Görgey Buda alatt, fővárosi regény. Uo. 1893
- Elbeszélések. Ugyanott, 1894
- A fővárosi orvos titka. Bpest, 1896
- A budapesti gyáros elánya. Uo. 1898 (A Kis Ujság Regénycsarnokában)
- Az angyalföldi tébolyda titka. Uo. 1900
- Ujabb elbeszélések. Uo. 1901

Társadalom címmel lapot indított meg 1886-ban Újpesten, mely 1887. február 10-én megszűnt; 1889. december 1-jén átvette az Ujpesti Hirlapot, melyet 1890. július 1-ig szerkesztett; azután az Ujpesti Ellenőrt szerkesztette; 1891-ben az Ujpesti Közlönyt alapította és szerkesztette.